# Marina Rei

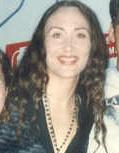
Marina Rei

Marina Rei (Rome, 5 juni 1969) is een Italiaans zangeres.

## Levensloop
Rei werd geboren als Marina Restuccia, dochter van Vincenzo Restuccia, slagwerker in het orkest van Ennio Morricone, en violiste Anna Giordano. In haar jeugd ontwikkelt ze een grote passie voor muziek, voor jazz en soul, maar ook klassieke muziek. Op haar achttiende begint ze liveoptredens te geven. In het begin van de jaren negentig brengt ze onder de naam Jamie Dee een album met disconummers uit dat vooral in Japan succesvol is.
In 1994 tekent Rei een contract met Virgin en een jaar later verschijnt haar eerste Italiaanstalige single "Sola". Iets later verschijnt het album Marina Rei, geproduceerd door Frank Minoia, dat ook de hit "Noi" bevat. In 1996 neemt de zangeres voor het eerst deel aan het Festival van San Remo. Met "Al di là di questi anni" bereikt ze de derde plaats in de categorie "jongeren". Een jaar later neemt ze met "Dentro me" wederom deel aan het festival. Aansluitend op het festival verschijnt het album Donna. In de zomer van 1997 domineert ze met "Primavera" de Italiaanse hitparades. Dit nummer is een vertaling van "You to Me Are Everything" van de band The Real Thing.
Na twee albums die gekenmerkt worden door sterke invloeden van soul en acid-jazz verschijnt in de herfst van 1998 het popalbum Anime Belle dat wordt aangekondigd door de succesvolle single "T'innamorerò". In 1999 volgt haar derde deelname aan het Festival van San Remo. Het elektronische nummer "Un inverno da baciare" wordt door de jury niet erg gewaardeerd. Het publiek is echter enthousiast en het nummer bereikt dan ook de hoogste regionen van de hitparades. Bijzonder populair is de geanimeerde video waarin de zangeres in een Lara Croft-achtige gedaante verschijnt.
In de eerste jaren van het derde millennium verschijnen nog twee rockgetinte albums: Inaspettatamente (2000) en Incantevole abitudine (2002). Dit laatste album is geproduceerd door haar levenspartner Daniele Sinigallia. In 2005 wil Rei met het Napolitaanse "Song'je" deelnemen aan het Festival van San Remo. Het reglement laat dit echter niet toe, waarna er gekozen wordt voor "Fammi entrare". Beide nummers bevinden zich op het zesde studioalbum Colpisci, dat wordt uitgebracht door het onafhankelijke label OPM2000.
Met het programma L’Acustico in 7 trekt Rei in 2006 langs de Italiaanse theaters. Tijdens deze optredens brengt ze haar oude en nieuwere successen ten gehore in een akoestische versie. In de lente van 2007 zal een registratie hiervan onder de titel "Al di là di questi anni" op cd verschijnen.

## Albums
- Marina Rei (1995)
- Donna (1997)
- Anime belle (1998)
- Inaspettatamente (2000)
- L'incantevole abitudine (2002)
- Colpisci (2005)
- Al di là di questi anni (2007)
- Musa (2009)

## Singles
- Sola (1995)
- Noi (1995)
- Al di là di questi anni (1996)
- Pazza di te (1996)
- I sogni dell'anima (1996)
- Odio e amore (1996)
- Dentro me (1997)
- Donna (1997)
- Primavera (1997)
- T'innamorerò (1998)
- T'innamorerò (remix feat. Neffa) (1998)
- Cuore a metà (1998)
- Un inverno da baciare (1999)
- Scusa (1999)
- L'allucinazione (1999)
- Inaspettatamente (2000)
- I miei complimenti (2000)
- Maestri sull'altare (2001)
- Il giorno della mia festa (2002)
- Verrà il tempo (2002)
- La parte migliore di me (2003)
- Fammi entrare (2005)
- Song'je (2005)
- Colpisci (2005)
- Le stelle (2005)
- I miei complimenti (2007)
- Musa (2009)